# Meu corpo, minhas regras
Meu corpo, minhas regras (em inglês: my body, my choice) é um slogan feminista usado em vários países, na maioria das vezes em torno de questões de autonomia corporal e aborto.
As feministas geralmente defendem o direito individual sobre seus corpos para escolhas sexuais, matrimoniais e reprodutivas como direitos. O slogan tem sido usado em todo o mundo e traduzido em muitas línguas diferentes. O uso do slogan tem causado diferentes tipos de controvérsia em diferentes países e é frequentemente usado como um grito de guerra durante protestos e manifestações e/ou para chamar a atenção para diferentes questões feministas.

## Autonomia e integridade corporal

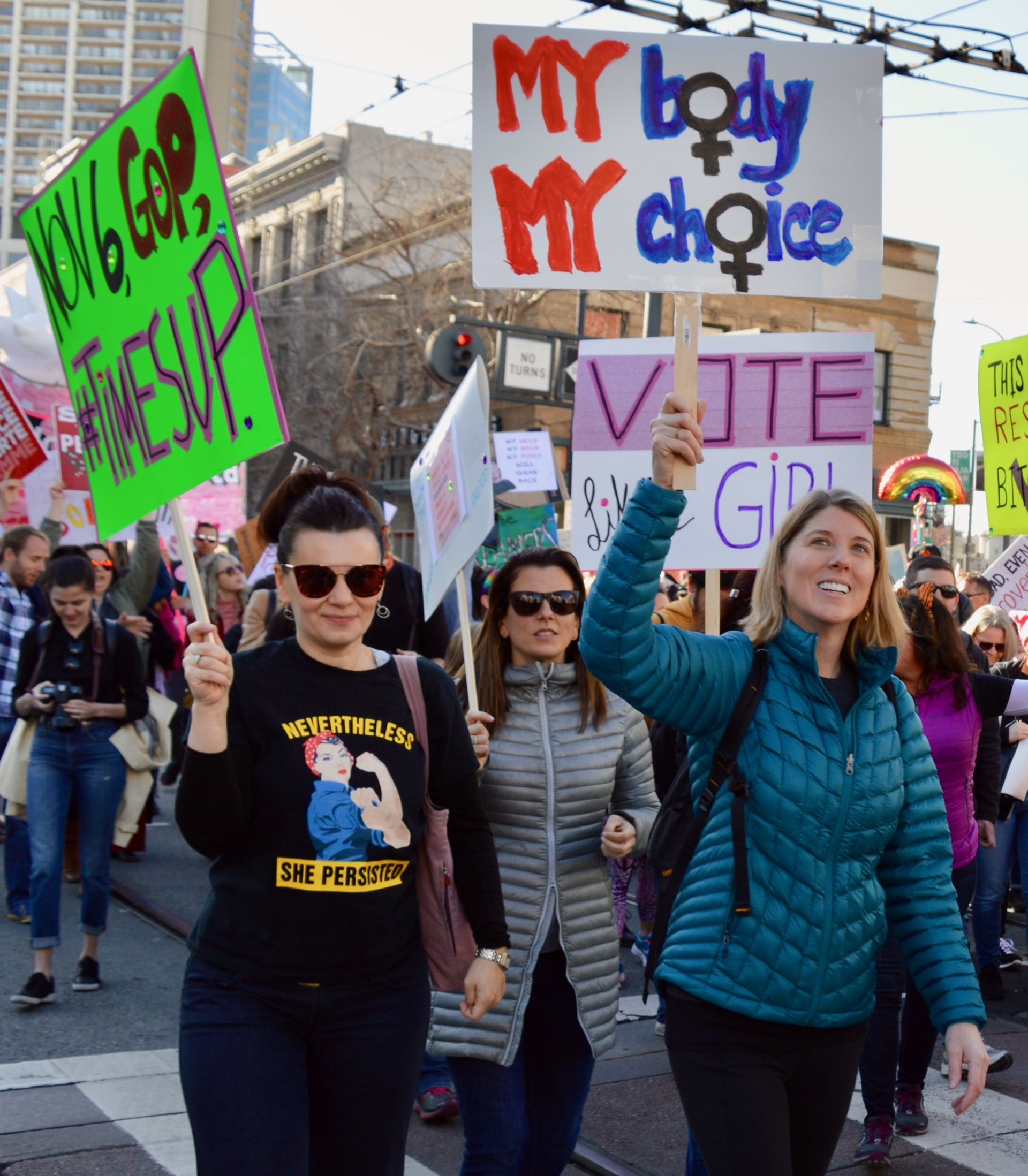
"Meu corpo, minhas regras", na Marcha das Mulheres, em São Francisco, Califórnia, em janeiro de 2018.

"Meu corpo, minhas regras" é um slogan que pretende representar a ideia de autonomia corporal pessoal, integridade corporal e liberdade de escolha. A autonomia corporal constitui a autodeterminação sobre o próprio corpo sem dominação ou coação externa. A integridade corporal é a inviolabilidade do corpo físico e enfatiza a importância da autonomia pessoal, autopropriedade e autodeterminação dos seres humanos sobre seus próprios corpos. No campo dos direitos humanos, a violação da integridade corporal de outrem é considerada uma violação antiética e/ou possivelmente criminosa. A liberdade de escolha descreve a oportunidade e a autonomia de um indivíduo para executar uma ação selecionada entre pelo menos duas opções disponíveis, sem restrições de terceiros.
De acordo com Suzannah Weiss, o slogan "Meu corpo, minhas regras" é uma ideia feminista que pode ser aplicável aos direitos reprodutivos das mulheres e outras questões de direitos das mulheres. Também é o oposto de tratar os corpos das mulheres como propriedade e afirma a importância de uma cultura de consentimento. Rameeza Ahmad descreve a versão paquistanesa de "Meu corpo, minhas regras" como "Mera Jism Meri Marzi ", ou seja,  as feministas no Paquistão destacam a importância das mulheres terem controle sobre seus próprios corpos. Kristin Rowe-Finkbeiner afirma que, embora pareça simples que a liberdade feminina esteja ligada ao próprio controle e decisões das mulheres sobre seus próprios corpos, na prática o slogan "Meu corpo, minhas regras" é, muitas vezes, alterado para significar que "não é realmente seu corpo, não é realmente a sua escolha", mas sim, o direito das mulheres como acesso a métodos contraceptivos, aborto e saúde sexual que são atacados.
Documento assinado pela Conferência Internacional sobre População e Desenvolvimento (ICPD25), realizada na cúpula de Nairóbi em 2019, definiu um 'estado de completo bem-estar físico, mental e social em todos os aspectos relacionados à sexualidade e ao sistema reprodutivo com boa saúde sexual, ou seja, para alcançar esse objetivo, é necessário que cada pessoa tenham o direito de tomar as decisões sobre seu próprio corpo, buscando os serviços que garantem ao apoio por esstes direitos. O documento complementa ainda que todos têm o direito de fazer suas próprias escolhas sobre sua própria saúde sexual, o que significa que todos podem ter uma vida sexual satisfatória e segura, o direito à autodeterminação para se reproduzir e a liberdade de decidir quando e com que frequência fazê-lo.

## Uso dosloganpelo mundo

### Áustria
Em junho de 2019, o time de futebol feminino da Cidade do Vaticano decidiu se retirar de uma partida contra a equipe da casa na Áustria, num jogo realizado na capital Viena, uma vez que as mulheres austríacas usaram este momento para exibir o slogan "meu corpo, minhas regras" em seus corpos, junto com o logotipo do movimento LGBT como forma de protesto contra a posição da Igreja Católica sobre o aborto.

### Hong Kong
Em 2011, Hong Kong organizou um movimento contra a prática do slutshaming e da culpabilização da vítima, intitulado Marcha das Vadias. Sua 7.ª marcha anual em 2018 focou no slogan "meu corpo, minhas regras", para aumentar a conscientização contra a violência "sexual, de gênero e baseada no corpo", que é predominante em Hong Kong.

### Índia
Na Índia, o conceito de "meu corpo, minhas regras" foi discutido em um artigo publicado em março de 2003 na revista feminina indiana Femina.
Em março de 2015, a curta-metragem My Choice fez parte de uma iniciativa de conscientização social na Índia. A atriz indiana Deepika Padukone interpretou o papel principal e o filme foi dirigido por Homi Adajania. My Choice não se refere apenas aos direitos reprodutivos, mas também a uma série de questões de direitos das mulheres relacionadas às mulheres do Sul da Ásia, como liberdade de escolha de roupas, movimento, sexo amoroso e casamento.

### Malásia
Em dezembro de 2019, o vice-ministro da Educação da Malásia, Teo Nie Ching, lançou um vídeo educacional intulado "Meu corpo é meu" para educar as crianças sobre 'toque seguro e toque inseguro' como parte da educação de segurança infantil, além de evitá-los do envolvimento com a corrupção de menores, o que resultou na inclusão do assunto nos livros escolares malaios na disciplina Pendidikan Jasmani dan Kesihatan (educação física e saúde).

### África do Sul
Em 2018, várias organizações sul-africanas de saúde e direitos sexuais e reprodutivos se uniram nas redes sociais para defender uma iniciativa comunitária chamada "#MeuCorpoMinhasRegras". O objetivo "convoca a proteção e a promoção dos direitos das mulheres de tomar decisões sobre sua saúde sexual, seus corpos e suas vidas". O princípio subjacente é que, se for o corpo de uma mulher, ela deve ser a pessoa a fazer escolhas e ter a agência para procurar um atendimento de saúde que precisa, além de tomar decisões bem informadas em relação ao seu próprio corpo, saúde e vida. Isso considerado um direito fundamental – independentemente de sua sexualidade, onde mora, quanto ganha ou sua etnia.

### Paquistão
Mera Jism Meri Marzi ( em urdu:  میرا جسم میری مرضی; lit.  "Meu corpo, minhas regras") é um slogan feminista usado por feministas no Paquistão no contexto dos direitos das mulheres.
O termo Mera Jism Meri Marzi foi popularizado pela Marcha Aurat no Paquistão, que foi observada no Dia Internacional das Mulheres, no qual gerou muita controvérsia. De acordo com a reportagem de fim de março de 2022 pelo The Friday Times, um homem de Lahore, no Paquistão, matou sua esposa grávida pela quinta vez por cantar o slogan Mera Jism Meri Marzi.

### Coreia do Sul
Na Coreia do Sul, o slogan "meu corpo, minhas regras" significa escolher se pretende ou não casar, e ter filhos. É um impulso para a igualdade das mulheres solteiras no local de trabalho, onde há uma grande diferença salarial entre homens e mulheres.

### Turquia
Em 2012, uma manifestação pelo direito ao aborto no distrito de Kadiköy, em Istambul, atraiu 3 000 mulheres. Os manifestantes carregavam faixas com o slogan "Meu corpo, minhas regras" em resposta aos planos do governo de limitar o acesso ao aborto no país.

### Reino Unido
Emma Watson usou camisetas com o slogan "meu corpo, minhas regras" para chamar a atenção devido a necessidade de financiamento para organizações comunitárias no combate ao estupro na Inglaterra e no País de Gales.

### Estados Unidos
Em 2015, nos Estados Unidos, o slogan foi usado como hashtag, para indicar apoio a Federação de Paternidade Planejada da América, que corria o risco de perder financiamento do governo. Em 2019, quando a lei de aborto mais restritiva dos Estados Unidos foi assinada pelo governador do Alabama, Kay Ivey, os manifestantes usaram o termo do lado de fora do Capitólio do Alabama como forma de protesto.

### Zâmbia
Em 2017, protestos em Lusaka em defesa do empoderamento feminino, as mulheres da Zâmbia marcharam com slogans como "Meu corpo, minha sexualidade. Meus direitos, minha escolha"; "Meu corpo, minha escolha"; "Temos o direito de ser ouvidos"; e "Antes de ser mulher, sou humana".

## Contexto dos movimentos pelos direitos das mulheres
As questões geralmente associadas às noções de direitos das mulheres incluem o direito à integridade corporal e autonomia; estar livre de violência sexual; o uso do direito ao voto; exercer cargo público; celebrar contratos legais; ter direitos iguais no direito de família; trabalhar; ter equidade salarial; ter direitos sexuais e reprodutivos; controle de bens e educação. De acordo com Ursula Barry, ao longo da história humana, a autonomia corporal das mulheres tem sido contestada. A noção do corpo (mas não da mente) associada às mulheres serviu como justificativa para considerar as mulheres como propriedade, objetos e mercadorias trocáveis (entre os homens). Por exemplo, os corpos das mulheres foram objetificados ao longo da história através da mudança de ideologias da moda, dieta, programas de exercícios, cirurgia plástica, gravidez, etc. Isso contrasta com o papel do homem como agente moral, responsável por trabalhar ou lutar em guerras sangrentas. A raça e a classe de uma mulher podem determinar se seu corpo será tratado como decoração e protegido, o que está associado aos corpos das mulheres de classe média ou alta. Por outro lado, o outro corpo é reconhecido por seu uso no trabalho e na exploração, geralmente associado aos corpos das mulheres da classe trabalhadora ou das mulheres de cor. O ativismo na segunda onda do feminismo defendeu os direitos reprodutivos e de escolha. O movimento pela saúde da mulher e o feminismo lésbico também estão associados a esse debate. De acordo com Barry, os desafios enfrentados pelas mulheres incluem objetificação sexual, assédio sexual e abuso e violência sexual baseados em gênero. Barry enfatiza que a liberdade das mulheres da violência é sobre o direito à integridade corporal. Ao discutir as escolhas em torno da reprodução, a autonomia corporal é sobre a liberdade das próprias escolhas. Por outro lado, os conservadores ligado aos costumes morais e religiosos divergem quanto a autonomia sobre a própria fertilidade, sendo oposição das diversas técnicas de reprodução medicamente assistida, uso dos métodos contraceptivos, esterilização e também ao aborto. Segundo Barry, o direito e o acesso ao aborto se manifesta como uma das últimas lutas pela conquista da autonomia corporal das mulheres.
De acordo com Shehzil Malik, o slogan significa que, para todas as ações entre as pessoas, as ações exigem consentimento e isso significa que as mulheres não precisam experimentar seus corpos sendo apalpados, abusados, assediados ou violados. Segundo Needa Kirmani, este termo perturba os fundamentos do patriarcado que controla e explora os corpos das mulheres contra a sua própria vontade. Kirmani diz que aqueles que se opõem ao slogan perpetuam uma cultura de estupro, assédio sexual, casamento infantil, abuso físico, falta de assistência médica, violência doméstica, tráfico humano e trabalho escravo/escravidão. De acordo com Sondra Horton Fraleigh, o corpo de uma mulher não é determinado por limitações, mas é uma experiência vivida e criada por meio de ações e escolhas de livre-arbítrio em continuidade interconectada com a mente. Emma Fraser afirma que é por falta de autonomia corporal que a sociedade declina que as mulheres têm a mente além de seus corpos e isso equivale a crueldade com as mulheres.
"Meu corpo, minhas regras" também se cruza com as lutas de classes, que também se preocupam com "a recusa do controle biopolítico e a afirmação do direito de viver uma vida autodirigida autônoma das demandas dos poderosos".

### Dados estatísticos
Na véspera da cúpula internacional ICPD25, que comemora os 25.º aniversário da Conferência Internacional sobre População e Desenvolvimento, realizada em Nairóbi em novembro de 2019, a reportagem do UNFPA apresentou um quadro sombrio com a ajuda de estatísticas globais. Mais de 800 mulheres morrem de causas evitáveis durante a gravidez e o parto; 33 000 meninas são forçadas a se casar todos os dias e 4 milhões de meninas são forçadas a passar por mutilação genital feminina todos os anos. Além disso, estima-se que 232 milhões de mulheres preferem os métodos contraceptivos modernos para evitar a gravidez não conseguem fazer o mesmo por algum motivo ou outro.
De acordo com o relatório sobre a população mundial de 2019 publicado pelo Fundo de População das Nações Unidas (UNFPA), apenas 51 países puderam aproveitar informações importantes sobre o status do papel das mulheres na tomada de decisões; das nações onde a informação estava disponível, apenas 57% das mulheres casadas ou em relacionamento podiam tomar decisões sobre relações sexuais com seus parceiros, uso de contraceptivos e cuidados de saúde. Apenas dois países, Filipinas e Ucrânia, foram encontrados na liberdade, ou seja, com 81% de mulheres capazes de garantir autonomia sexual e reprodutiva para si mesmas. Mali, Níger e Senegal estavam na lista mais baixa, com apenas 7% das mulheres tendo direito de decidir sobre seus próprios corpos em relação à relação sexual com seu parceiro, uso de contracepção e cuidados de saúde . De acordo com a Diretora Executiva do UNFPA, Natalia Kanem, ainda falta muito para que todas as meninas e mulheres tenham autonomia na tomada de decisões e meios de governar seus próprios corpos.

## Variações linguísticas e traduções em outros idiomas

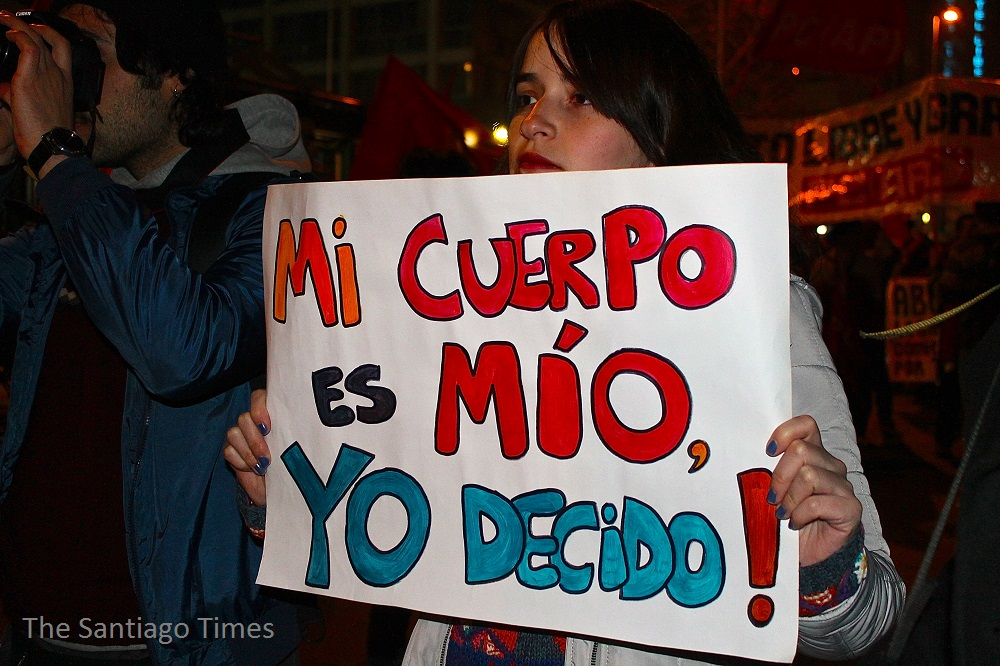
Um manifestante carrega um cartaz que diz Mi cuerpo es mío Yo Decido ("Meu corpo é meu, eu decido", durante uma marcha pró-aborto em Santiago, no Chile, em 25 de julho de 2013.

Algumas variações em inglês incluem: "My life my choice"; "My life my rules"; "My body, my rules"; "My life, not yours"; "Keep your laws off my body" e "My body my terms" ("Minha vida, minha escolha"; "Minha vida, minhas regras"; "Meu corpo, minhas regras"; Minha vida, não a sua"; "Mantenha suas leis fora do meu corpo" e "Meu corpo, meus termos"). Durante a marcha de abril de 2004 em Washington, DC, os manifestantes pró-aborto levantaram slogans como "My Body Is Not Public Property!", "It's Your Choice, Not Theirs!", "The government does not belong in our bedrooms...It does not belong in our doctors' offices."  ("Meu corpo não é propriedade pública!" , "É sua escolha, não deles!" , "O governo não pertence aos nossos quartos. . . Não pertence aos consultórios dos nossos médicos"). Os manifestantes contrários ao aborto responderam com cartazes: "Have compassion on the little ones!" e "Women Need Love, Not Abortion." ("Tenha compaixão pelos pequeninos!" e "As mulheres precisam de amor, não de aborto"). Os defensores pró-aborto, no entanto, trouxeram outros termos: "Pro-life, that's a lie, you don't care if women die" e  "Not the church, not the state, women will decide their fate." ("Pró-vida, isso é mentira, vocês não se importam se as mulheres morrem" e "Nem a igreja, nem o stado, as mulheres decidirão seu destino"). Em 2014 a Anistia Internacional fez campanha com a frase "My body, my rights" (“Meu corpo, meus direitos”).
Na língua bengali, o termo é "shorir amar shidhhanto amar". Em espanhol é traduzido como "Mi cuerpo es mío" ("Meu corpo é meu"). Em francês é "Mon corps, mon choix" (Meu corpo, minha escolha). Em alemão, o slogan mais coum utilizado é Mein Körper gehört mir! ("Meu corpo me pertence!"). Em 11 de março de 2013, Amina Sboui foi a primeira mulher tunisiana a postar uma foto nua da cintura para cima no Facebook, com a frase "Meu corpo é meu e não a fonte da honra de ninguém", em árabe.
Na Índia, uma suposta vítima de um caso de estupro expressou seu argumento em hindi: Mera sharir mera hai, mero empregador ka khilona nahi (Meu corpo é meu, não é um brinquedo para divertir o meu patrão).

## Repercussão e crítica

### Índia
Quando o curta-metragem viral de 2015, My Choice ― estrelado por Deepika Padukone ― foi lançado, recebeu uma resposta amplamente negativa nas redes sociais. Quartz India criticou o filme por ser hipócrita, já que Padukone estava defendendo a escolha, enquanto ainda aderiu aos padrões patriarcais em outros filmes que ela atuou. O redator do artigo na Quartz, Gunjeet Sra, sentiu que as escolhas feitas refletiam apenas aquelas já aprovadas pela sociedade.

### Paquistão
Algumas das críticas de "Meu corpo, minhas regras" vêm da direita religiosa no Islã. Tanto homens como mulheres de "organizações islâmicas conservadoras", como Jamiat Hafsa, protestaram contra a versão paquistanesa do termo "Mera Jism Meri Marzi". Em 2020, esses críticos linha-dura do slogan afirmaram que era "anti-islâmico" sugerir que as mulheres pudessem fazer o que quisessem com seus corpos.
Às vezes, a crítica ao slogan é que ele é muito estridente e inadequado. Homens no Paquistão que apoiam os direitos das mulheres podem não apoiar a frase em si. Isso é considerado vulgar e muitos veem o slogan sendo apenas uma "independência sexual", e não sobre a soma total da autonomia corporal. O escritor Anjum Altaf disse que as tentativas dos críticos de sugerir slogans alternativos para 'Meu corpo, minhas regras' não percebem que isso equivale a mansplaining ao submeter a luta feminista à aprovação patriarcal contra o que eles realmente estão lutando.
O escritor Zainab Najeeb afirma que o slogan não é um desafio às crenças religiosas, nem deve ser visto como escandaloso. Najeeb afirma que os opositores da frase Mera Jism Meri Marzi acreditam que se trata de promover a prostituição, e que o termo é uma declaração de independência e liberdade corporal das mulheres. Os defensores do slogan afirmam que está sendo mal interpretado e mal compreendido pelos críticos. Sugere-se também que a frase continue a ser expandido em definição para se aplicar à oposição contra o abuso e o assédio das mulheres. Rameeza Ahmad afirma que as mulheres em todos os lugares têm que enfrentar enormes injustiças patriarcais contra seus próprios corpos. Assim como os homens, as mulheres também precisam ter o direito de escolher sua religião ou o que querem vestir (ou não) e que a mensagem por trás do slogan é muito importante. Mehr Tarar afirma que a reivindicação de direitos das mulheres sobre seus próprios corpos e suas próprias escolhas, é um direito dado por Deus e fortalecido pelos melhores valores humanos.

### Turquia
O presidente da Turquia, Recep Tayyip Erdogan, é contrário ao aborto e criticou o slogan. Erdogan disse: "Eles dizem que é meu corpo, minhas regras. Feministas dizem isso... Ninguém tem o direito de abortar um feto em um corpo".

### Estados Unidos

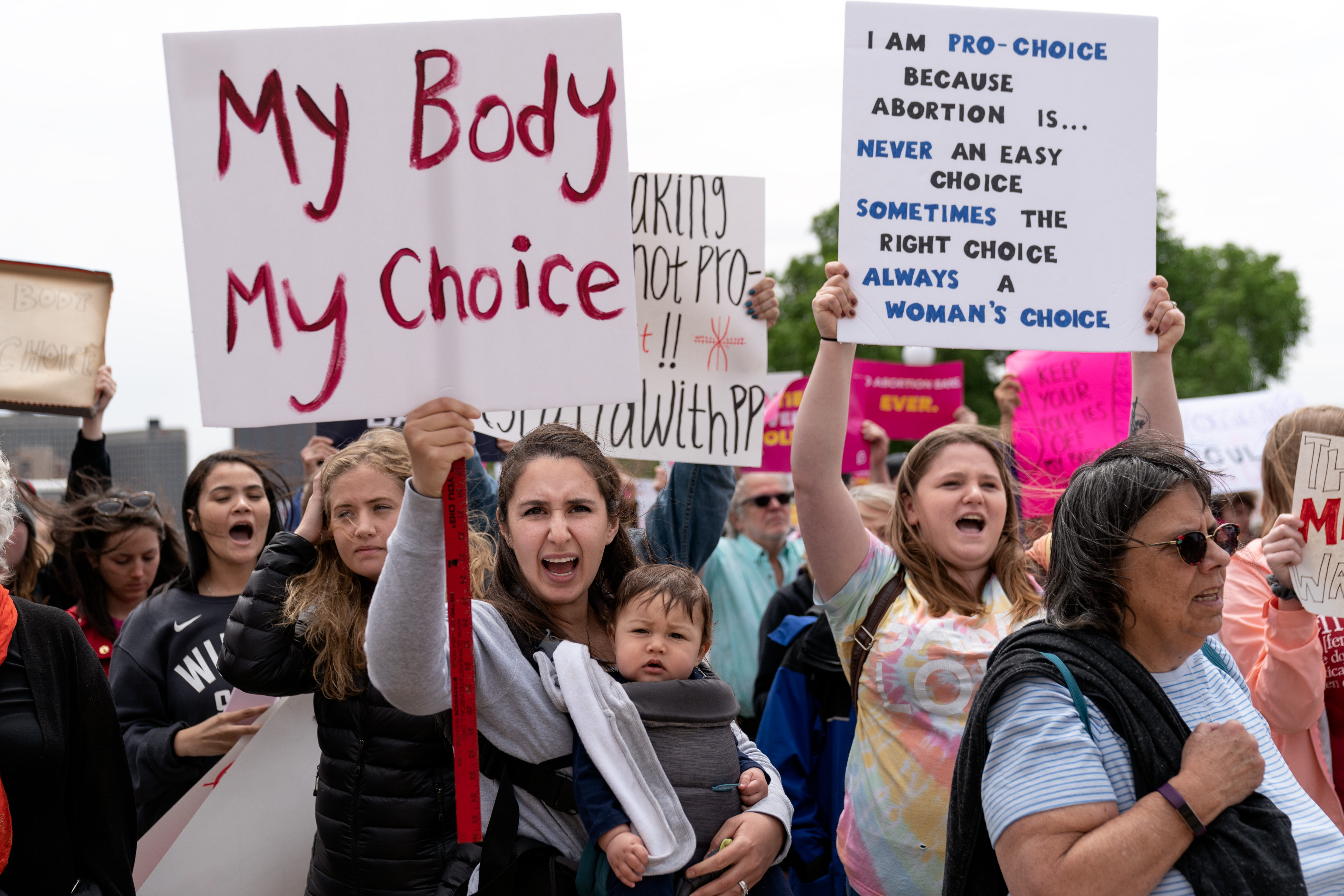
Cartaz com a frase "Meu corpo, minhas regras", um manifesto a favor do aborto em Saint Paul, Minnesota, em maio de 2019.

As críticas ao uso de "meu corpo, minhas regras" nos Estados Unidos geralmente vêm em resposta ao seu uso em questões de direitos ao aborto. Os críticos afirmam que o slogan não inclui o feto como uma entidade que merece voz e direito à autonomia corporal também. A frase ou "atitude" de "meu corpo, minhas regras" também foi repercutido pelos críticos ao aborto, tendo em vista que se trata de uma escolha essencialmente "autocentrada".
O comediante Dave Chappelle criticou essa frase em um esboço de comédia. Embora tenha defendido o direito unilateral das mulheres de decidir se vão fazer um aborto, ele acrescentou que se uma mulher decide ficar com o bebê, o homem não deve ser obrigado a pagar por isso: "Se você pode matar esse filho da p--- [sic], posso pelo menos abandoná-los. É meu dinheiro, minha escolha".

### Zâmbia
De acordo com índice de igualdade de gênero da ONU de 2018, a Zâmbia está classificado na posição 131 de 162 países. Neste país, um coletivo de jovens chamado Africa First lidera a criação de conscientização sobre o diálogo social sobre sexualidade e aborto juvenil e estigma em torno do assunto. Feminist Coven e a Fundação Sistah Sistah organizaram manifestações pelos direitos das mulheres em torno dos mesmos temas com slogans como "mantenha suas políticas fora do meu corpo" para contestar a cultura do estupro e levantar suas vozes em questões como educação e saúde sexual para igualdade de representação política e econômica.

## Na cultura popular

### Livros
No romance da escritora Laurell K. Hamilton, intitulado Danse Macabre, o personagem Ronnie pergunta a outro personagem, Anita, "como você pode ser pró-aborto e pró-vida ao mesmo tempo?" Anita responde que quer que as mulheres tenham escolhas; ainda há outra vida que já foi grande o suficiente para viver fora do útero.
My Body My Choice: The Fight for Abortion Rights foi escrito por Robin Stevenson e publicado em 2019. O livro aborda o conflito sobre o aborto em todo o mundo. Booklist escreveu que "deveria ser leitura obrigatória para adolescentes de todos os gêneros".
A autora Jess McCabe apresentou um glossário de conceitos relacionados ao termo "Meu corpo, minhas regras" que inclui aborto, autonomia corporal, métodos contraceptivos, esterilização compulsória, gênero, heteronormatividade, cultura institucionalizada, LGBTQI, diagnóstico pré-natal, pró-escolha, justiça reprodutiva, Aborto seletivo, feminismo, consentimento sexual, modelo social de deficiência, justiça social etc; em seu livro 30-Second Feminism: 50 Key Ideas, Events, and Protests, Each Explained in half a minute.

### Exposição
Como parte do movimento dos direitos das mulheres com o conceito de "Meu corpo, minhas regras", os sul-africanos organizaram exposições de fotografia e multimídia. Uma exposição chamada Voices and Choices, com curadoria do diretor Mmabatho Montsho, apresentou histórias e experiências de aborto com os meios de fotografia, gráficos, arte e vídeos. Larissa Klazinga, da Universidade de Rhodes, experimentou a exibição de fotografias de várias mensagens de protesto que as mulheres se identificam, com o objetivo de contestar a objetificação e as injustiças junto com seus corpos nus, com um conceito de que as mulheres têm muito  poder de falar sobre seus próprios corpos e decidir como revelar para si mesmos.

### Moda
Em 2019, a Gucci estreou uma coleção de moda baseada em movimentos sociais feministas. A coleção foi inspirada na moda na década de 1970 e incluía roupas com as palavras "Meu corpo, minhas regras".

## Outros usos
Alguns usos do slogan não vêm de uma perspectiva feminista, mas ainda formam um conceito de autonomia corporal. Por exemplo, aqueles que são contra a vacinação usaram o termo para expressar seu direito de se recusar a ser vacinado ou vacinar seus filhos. O slogan foi igualmente cooptado por aqueles contra o uso de máscaras faciais durante a pandemia de COVID-19.
Os opositores da circuncisão infantil usaram o slogan como uma crítica à alteração da prática dos genitais infantis.
De acordo com Kyle Munkittrick em Discover, "Meu corpo, minhas regras" é um direito somático que também pode ser reivindicado pelos transumanistas.